# Сініґамі
Шініґамі (яп. 死神 (しにがみ), кириліз.: шініґамі, дос. «камі смерті») — це камі (боги або надприродні духи), які підштовхують людей до смерті або спонукають їх до бажання померти; смерть як окремий персонаж або група персонажів у фантастичних творах японського мистецтва, наприклад, в манзі, аніме або ракуґо. Ця стаття описує Шініґамі в японській релігії, класичній літературі, народних віруваннях та популярній культурі. Щодо Бога Сметрі в міфології та фольклорі за межами Японії, див. статтю «Смерть (персонаж)».

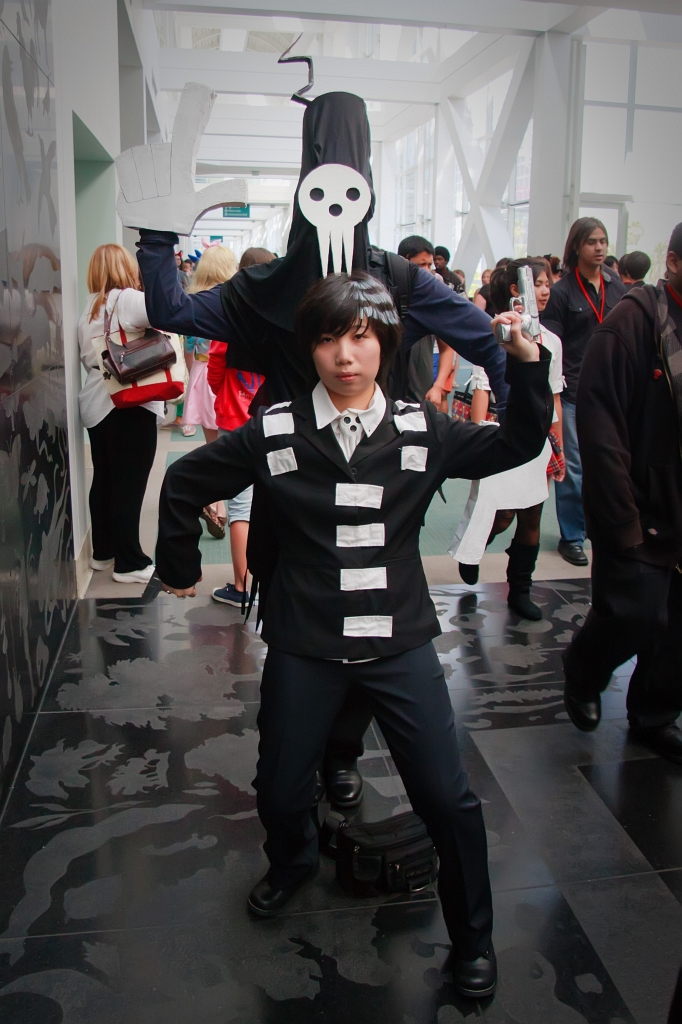
Soul Eater Шініґамі і Кід

Можливо, перша поява шініґамі в Японії була в постанові ракуґо, названій «шініґамі». Існує думка, що постанова базувалася на італійській опері «Crispino e la Comare», котра своєю чергою базувалася на «Der Gevatter Tod», німецькій казці записаній братами Грімм. В синтоїзмі та інших релігіях також визнавалося існування «Бога смерті».
Також, використання шініґамі для позначення психопомп та інших надприродних істот пов'язане зі смертю в японських аніме та манґа. Приклади використання шініґамі: «Бліч», «Зошит смерті», «Темний дворецький», «Soul Eater», «Full Moon wo Sagashite», «Initial D» та інші.

## Релігія

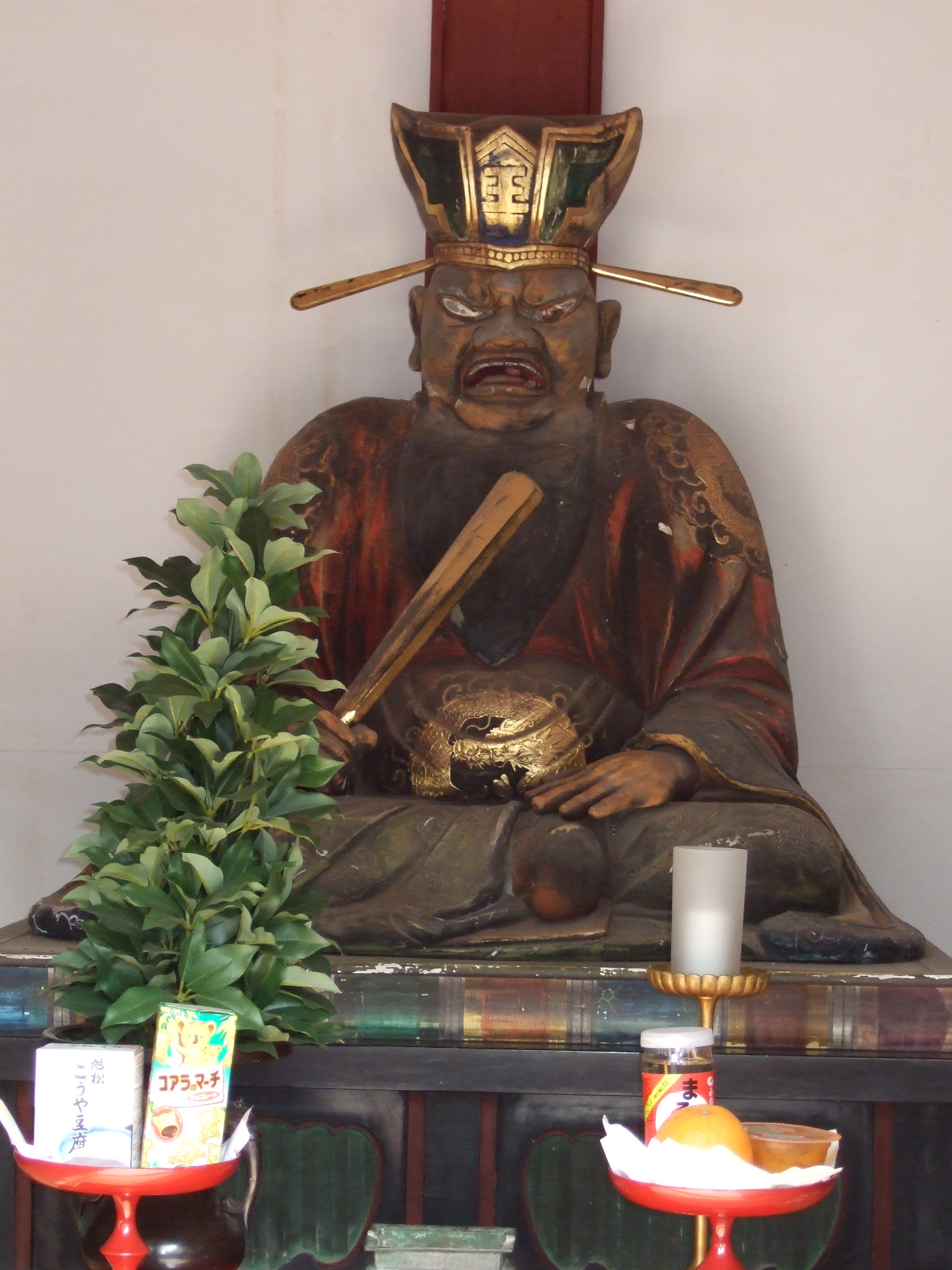
Статуя Енма в храмі, Міядзу, Кіото

У буддизмі є демон, пов'язаний зі смертю, відомий як «Сіма» (демон смерті), який, як кажуть, спонукає людей до бажання померти і стає причиною імпульсивних самогубств, іноді описується як Сініґамі. Крім того, в буддійському тексті «Йоґачара-бгумі Шастра» описується демон, який визначає час смерті для всіх живих істот. Деякі буддійські тексти також описують Енма– короля підземного світу, та його підлеглих, Ґодзумедзу і Оні, як Сініґамі.
Однак деякі автори стверджують, що, оскільки буддизм по суті є атеїстичною релігією, концепції Сініґамі в буддизмі не існує. У японських буддійських віруваннях, такі духи, як демони або мстиві духи, можуть забирати життя, але вони не відповідають виключно за те, щоб вести людей у світ смерті, як це зазвичай приписується Сініґамі.

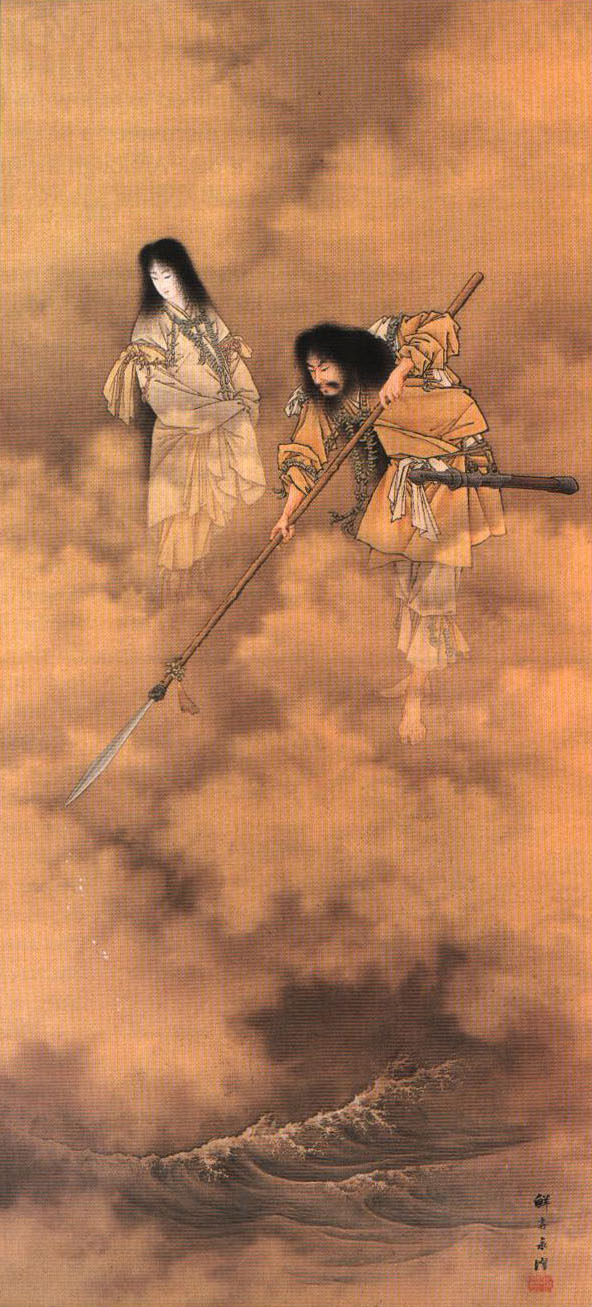
Картина Кобаяші Ейтаку під назвою «Пошук моря з небесним самоцвітом». Ідзанамі зліва.

У синто вважається, що богиня Ідзанамі принесла смерть людям у японській міфології і її іноді розглядають як Сініґамі Однак існують думки, що Ідзанамі та Енма відрізняються від Сініґамі, які зустрічаються в західній міфології.

## Бунраку
Ім'я «Сініґамі» не було загальновживаним у японській класиці, і згадок про нього мало, але починаючи з періоду Едо, цей термін з'являється в роботах лялькового театру (бунраку) Тікамацу Мондзаемона та в класичних книгах, що розповідають про подвійні самогубства.
У п'єсі Тікамацу «Shinjū Ni-mai Ezōshi» (1706), чоловік і жінка, які піддаються спокусі подвійного самогубства, кажуть: «Це шлях, що веде Сініґамі…», а в «Shinjū Katabira Koi no Shōsetsu» (1709) жінка, яка намагалася вчинити самогубство разом з чоловіком, жаліється: «Яке швидкоплинне життя, коли веде Сініґамі». Чи ці згадки вказують на те, що Сініґамі насправді спричинив подвійне самогубство, чи акт самогубства просто метафорично порівнюється з Сініґамі, не зрозуміло. Однак існує інтерпретація, що використання слова «Сініґамі» виражає швидкоплинність життя.
Також, в іншій роботі Тікамацу, «Shinjū Ten no Amijima» (1720 рік), є фраза: «Той, кого несвідомо веде Сініґамі, йде…». Це вважається вираженням душевного стану персонажа, який стикається зі смертю , використовуючи гру слів між «камі» (папір) і «камі» (бог), оскільки персонаж працює в паперовій крамниці. Однак це можна інтерпретувати буквально як «невідомому Сініґамі», припускаючи, що сам автор Тікамацу не вірив у їх існування.

## Класична література

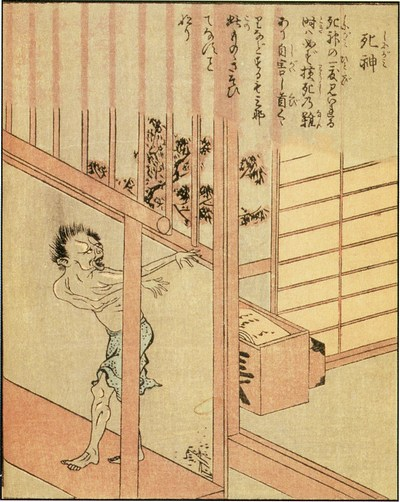
Сініґамі в альбомі гравюр 'Ехон Хяку Моногатарі' авторства (1841 рік)

У класичній літературі періоду Едо, Сініґамі описуються як духи, які вселяються в людей. Збірка історій «Ехон Хяку Моногатарі», виданій у 12-му році (Тенпо (1841 рік), містить історію під назвою «Сініґамі». У цій історії розповідається, як злий дух померлого з поганими намірами впливає на негативні думки живих і направляє їх на небезпечні або зловісні дії. Через це на місцях, де було скоєно вбивство чи повішення, можуть повторюватися аналогічні події. Сініґамі вважається видом одержимості, яка змушує людей бажати смерті.
До подібних концепцій належать і духи, згадані в есе «Хого но Ураґакі» кінця періоду Едо, зокрема «Іцукі» — дух, який змушує людей вішатися; та інші одержимі духи в народних віруваннях, такі як «Ґакідзукі» і «Шічінін Місакі».
У есеїстики пізнього періоду Едо авторства Міоші Содзана, в есе «Соузан Чомон Кішю» (3 рік Каей, 1850 рік), є історія під назвою «Сініґамі но Цукутару то Іва Усо Томо Іва Нікатакі Кото», в якій розповідається, як Сініґамі вселився в жінку та змусив її спокусити чоловіка на подвійне самогубство. У кабукі-п'єсі «Моґура наґая умекаґа тобі», поставленій Каватаке Мокуамі в період Мейдзі 19 рік (1886 рік), також розповідається історія про те, як Сініґамі проникає у свідомість людини, змушуючи її згадати свої злочини та забажати смерті. Проте ці Сініґамі більше нагадують привидів (духів, юрей) або демонів, ніж богів.
У класичному ракуґо, створеному Сан'ютей Енчо, є вистава з одноїменною назвою, однак це не є оригінально японська ідея; вважається, що вона є адаптацією італійської опери «Crispino e la Comare» або казки братів Грімм «Хрещений батько Смерть]]».

## Народні вірування
Навіть у повоєнних народних віруваннях концепція «Сініґамі» зберігається.
У звичаях містечка Міяджі в префектурі Кумамото, кажуть, що після нічного чування необхідно з'їсти чашку рису або випити чашку чаю перед сном, інакше можна стати одержимим Сініґамі.
У регіоні Хамамацу в префектурі Сідзуока, вважається, що відвідування місць, де загинула людина, таких як гори, море або залізничні колії, може призвести до одержимості Сініґамі. Кажуть, що в таких місцях залишається «вартовий смерті» (死番, Шінібан), який чекає на наступну смерть, і доки не з'явиться наступна жертва, дух не зможе заспокоїтися, постійно закликаючи живих до смерті. Крім того, в префектурі Окаяма існує повір'я, що відвідування могил під час періоду Хіган (тиждень навколо рівнодення) в перший або останній день призведе до одержимості Сініґамі. Вважається, що ці вірування пов'язані з ідеєю, що душі померлих без належного опікуна шукають нових жертв, щоб забрати їх із собою в загробний світ.
У фольклорі префектури Кіото, кажуть, що якщо людина, одержима Сініґамі, потягнеться до води через Донба (вважається, що це вид каппа), інші помруть у подібний спосіб на третю, сьому і тринадцяту річницю першої смерті.

## Сініґамі в повоєнній популярній культурі
У повоєнний період, під впливом західних уявлень про Сініґамі, вони почали зображатися як персоніфіковані істоти і стали поширеною темою в фантастиці. У період Шова, Сініґамі, що з'являються в Мідзукі Шіґеру манзі «Ґеґеґе но Кітаро», стали відомими, і в телевізійній драмі 1979 року «Ніхон Мейсацу Кайдан Ґекідзьо» актор Накамура Ґанджіро зіграв Сініґамі. Після 1989 року, такі манґа, аніме та літературні твори, як «Death Note», «Bleach», «Шініґамі но Сейдо», часто використовують концепцію Сініґамі як центральну тему. Також Сініґамі з'являються в ігрових серіях, таких як «Shin Megami Tensei», «Final Fantasy» і «Dragon Quest».
На основі класичної літератури про Сініґамі створено такі твори, як «Зоку Косьецу Хяккі Моногатарі» Кьоґоку Натухіко, де одна з історій називається «Сініґамі Аруйва Шичінін Місакі» (включено в «Кікан Кай» номер 10). Ця історія заснована на «Ехон Хяку Моногатарі», і, як і в оригіналі, Сініґамі описується як істота, що запрошує людей з поганими думками до смерті, з посиланням на такі концепції, як Сіма, Іцукі та Шичінін Місакі.